# Лівезіле (Мехедінць)
Лівезіле (рум. Livezile) — село у повіті Мехедінць в Румунії. Входить до складу комуни Лівезіле.
Село розташоване на відстані 256 км на захід від Бухареста, 20 км на південний схід від Дробета-Турну-Северина, 78 км на захід від Крайови.

## Населення
За даними перепису населення 2002 року у селі проживали 1160 осіб, усі — румуни. Усі жителі села рідною мовою назвали румунську.